# Eremurus wallii
Eremurus wallii là một loài thực vật có hoa trong họ Thích diệp thụ. Loài này được Rech.f. miêu tả khoa học đầu tiên năm 1950.